# Alpay Özalan
Alpay Özalan (født 29. maj 1973) er en tidligere tyrkisk fodboldspiller.

## Tyrkiets fodboldlandshold
| Tyrkiets landshold | Tyrkiets landshold | Tyrkiets landshold |
| År                 | Kmp                | Mål                |
| ------------------ | ------------------ | ------------------ |
| 1995               | 15                 | 1                  |
| 1996               | 13                 | 0                  |
| 1997               | 5                  | 0                  |
| 1998               | 5                  | 0                  |
| 1999               | 7                  | 0                  |
| 2000               | 5                  | 0                  |
| 2001               | 11                 | 3                  |
| 2002               | 11                 | 0                  |
| 2003               | 12                 | 0                  |
| 2004               | 0                  | 0                  |
| 2005               | 6                  | 0                  |
| Total              | 90                 | 4                  |